# Johann Andreas Pfeffel
Johann Andreas Pfeffel,  nebo Johann Andreas Pfeffelius, také Johann Andreas I. Pfeiffel nebo Johann Andreas Pfeffel starší (1674 Bischoffingen (Vogtsburg im Kaiserstuhl) – 1748 Augsburg) byl německý rytec a vydavatel, otec Johanna Andrease Pfeffela mladšího. Kromě jiných rytin se proslavil cyklem pražské královské korunovační cesty císařovny Marie Terezie z roku 1743.

## Život
Vystudoval kresbu a grafiku na Akademii výtvarných umění ve Vídni a získal titul císařského dvorního rytce. Ve Vídni založil také s Christianem Engelbrechtem umělecký obchod. Poté se usadil v Augsburgu, kde ve své oficíně tiskl/vydával rytiny a provozoval obchod s uměním. Vydal například biblické dílo Johanna Jaka, přírodopisnou práci Johanna Jakoba Scheuchzera a další knihy, pro které si najímal různé rytce, pracoval pro něj také jeho stejnojmenný syn (* 1715 Augsburg, † 1768). 

## Dílo (výběr)
Ryl rytiny různých námětů: portréty, veduty, dekorace, univerzitní teze a jiné. 
- 14 listů pohledů Prahy během  korunovační slavnosti císařovny Marie Terezie při korunovaci na českou královnu v roce 1743
- 4 listy ze sálu Velké reduty vídeňského Hofburgu při sňatku arcivévodkyně Marie Anny (spolupráce Giuseppe Galli da Bibbiena)
- 9 listů operních dekorací ke svatbě korunního prince Fridricha Augusta Saského, (také podle Giuseppe Galli da Bibbieny)
- 30 listů velkých divadelních dekorací, většinou určených pro drážďanskou operu, podle G. Galli da Bibbieny
- 24 pohledů na interiéry a exteriéry budov Florencie, s vyobrazeními slavností, podle O. Zucchiho
- 5 listů katafalku císaře Leopolda I. (Castrum doloris)
- Velký most v Katalánsku a hora Montserrat

## Galerie

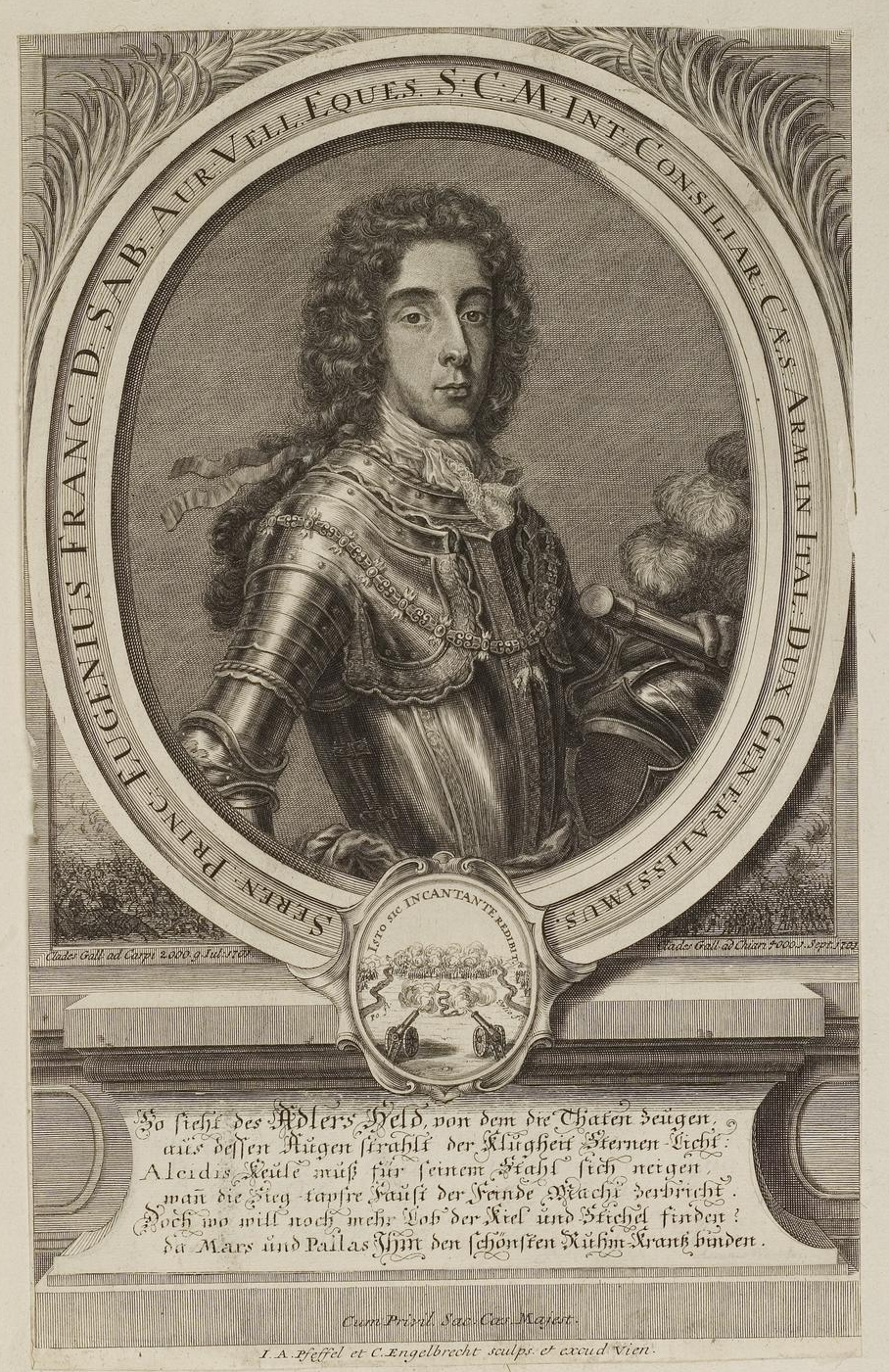
Princ Evžen Savojský, podle předlohy Christiana Engelbrechta
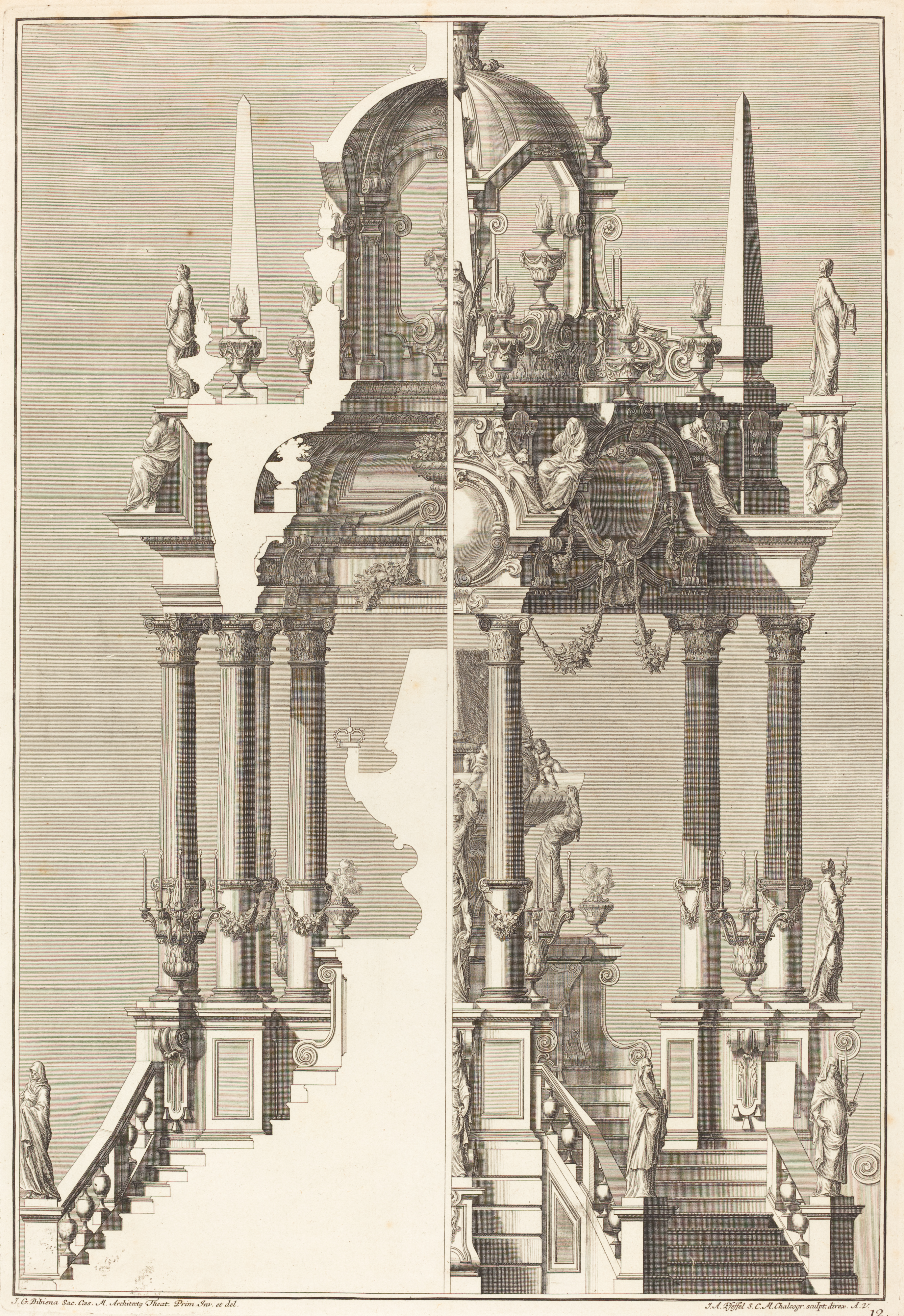
Johann Andreas Pfeffel I.: Katafalk (Castrum doloris), podle předlohy G.Galli Bibieny, 1740